# Langues maluku central
Les langues maluku central sont des langues austronésiennes et constituent un des sous-groupes présumés des langues malayo-polynésiennes.
Elles sont parlées en Indonésie, dans les Moluques. 

## Place parmi les langues malayo-polynésiennes
Les langues maluku central sont un sous-groupe du malayo-polynésien central. L'existence de ce dernier repose sur une proposition de Blust (1993). Pour lui c'est un des deux sous-groupes du malayo-polynésien central-oriental.

## Liste des langues
Les langues maluku central sont: 
- ambelau
- langues buru 
  - buru
  - lisela
  - moksela
  - palumata
- langues orientales
  - langues banda-geser 
    - bati
    - geser-gorom
    - watubela
    - banda

  - langues seram 
    - bobot
    - hoti
    - langues manusela-seti 
      - benggoi
      - huaulu
      - liana-seti
      - manusela
      - salas

    - masiwang
    - langues nunusaku 
      - kayeli
      - langues piru bay 
        - langues du sous-groupe oriental 
          - langues seram straits 
            - langues ambon 
              - hitu
              - laha
              - tulehu

            - paulohi
            - langues uliase 
              - langues hatuhaha
                - amahai
                - elpaputih
                - nusa laut
                - latu
                - saparua

              - kamarian

            - kaibobo
            - sepa
            - seluti

        - langues du sous-groupe occidental 
          - asilulu
          - seit-kaitetu
          - boano
          - larike
          - luhu

        - haruku

      - langues trois rivières
        - langues seram nord-ouest 
          - hulung
          - loun
          - alune
          - naka’ela
          - horuru
          - lisabata-nuniali
          - piru
          - wemale du nord
          - wemale du sud
          - yalahatan

    - langues sawai-nuaulu 
      - nuaulu du nord
      - nuaulu du sud
      - saleman

  - manipa
- langues sula 
  - kadai
  - taliabu
  - mangole
  - sula

## Sources
- (en) Adelaar, Alexander, The Austronesian Languages of Asia and Madagascar: A Historical Perspective, The Austronesian Languages of Asia and Madagascar, pp. 1-42, Routledge Language Family Series, Londres, Routledge, 2005,  (ISBN 0-7007-1286-0)